# Jozef Lenárt
Jozef Lenárt (Liptovská Porúbka, 3 aprile 1923 – Praga, 11 febbraio 2004) è stato un politico cecoslovacco, Primo ministro della Cecoslovacchia dal 1963 al 1968.

## Biografia
Si diplomò in una scuola superiore di chimica e lavorò per la società Baťa. Divenne membro del Partito Comunista di Cecoslovacchia (KSČ) e del Partito Comunista di Slovacchia (KSS).
Lenárt fu un membro del Parlamento federale (il cui nome cambiò diverse volte) dal 1960 al 1990, e fu presidente del Consiglio nazionale slovacco dal 1962 al 1963. Fu Primo ministro dal 1963 al 1968.
Nonostante fosse slovacco, divenne cittadino ceco dopo la dissoluzione della Cecoslovacchia nel 1993.
Il 23 settembre 2002 Lenárt fu assolto, per prove insufficienti, dall'accusa di tradimento (insieme al collega Miloš Jakeš), in merito alla gestione degli eventi della Primavera di Praga nel 1968. Fu accusato di aver partecipato ad una riunione all'ambasciata sovietica a Praga il giorno dopo l'invasione da parte del Patto di Varsavia, per cercare di istituire un nuovo governo di operai e contadini.
Jozef Lenárt fu una delle figure più elastiche delle gerarchie comuniste della Cecoslovacchia, che occupò diverse cariche della leadership per circa 25 anni. Questo fatto è degno di nota perché la sua carriera rimase in piedi anche attraverso una successione di regimi e di pesanti cambiamenti politici.

## Carriera
- 1950 – 1953, 1957 – 1966, e 1970 – (?)1990: membro del KSS
- 1956 – 1958: Segretario del Comitato Regionale del KSS
- 1958 – 1962: Segretario del Comitato Centrale del KSS
- 1958 – (?)1990: membro del Comitato Centrale del KSČ
- 1962 – 1963: Presidente del Consiglio nazionale slovacco
- 1963 – 1968: Primo ministro della Cecoslovacchia
- 1968 – 1970: Segretario del Comitato Centrale del KSČ
- 1970 – 1987: Primo Segretario del Comitato Centrale del KSS
- 1970 – (?)1990: membro del Presidio del KSČ
- 1971 – (?)1990: Presidente del Comitato Centrale del Fronte Nazionale della Repubblica Socialista Slovacca, e Vicepresidente del Comitato Centrale del Fronte Nazionale della Repubblica Socialista Cecoslovacca.